# Callum Scotson
Callum Scotson (né le 10 août 1996 à Gawler) est un coureur cycliste australien, membre de l'équipe Decathlon AG2R La Mondiale. Il est champion du monde de poursuite par équipes en 2016, accompagné notamment de son frère Miles.

## Biographie
En août 2022, le contrat de Scotson avec BikeExchange Jayco est étendu jusqu'en fin d'année 2024.
Malade, Scotson est non-partant lors de la douzième étape du Tour d'Espagne 2022. Infecté par le SARS-CoV-2, il ne prend pas le départ de la dixième étape du Tour d'Italie 2023.

## Palmarès sur route

### Par année
- 2014

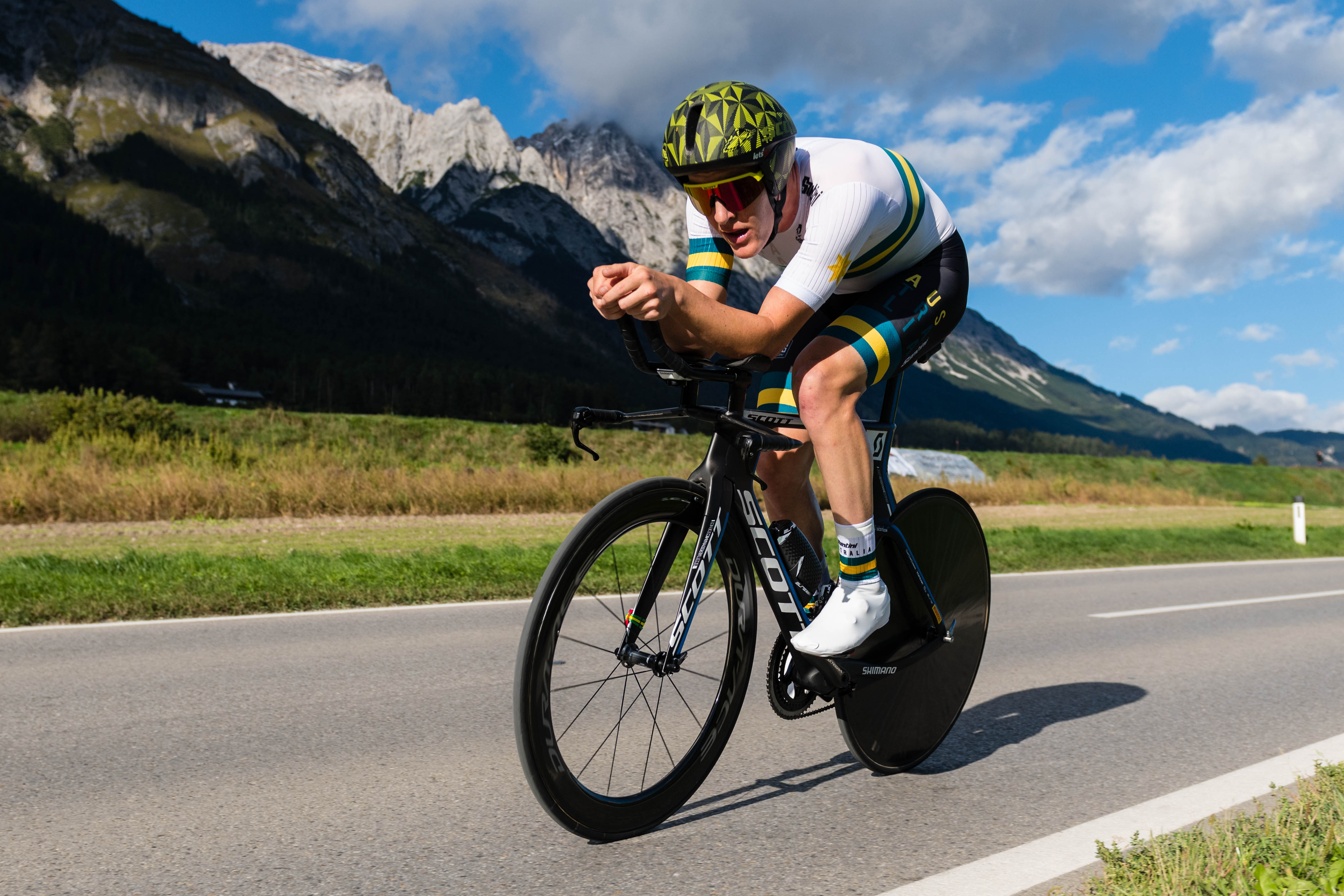
Callum Scotson lors de l'épreuve du contre la montre des Championnats du monde des moins de 23 ans à Innsbruck en 2018.

  -  Champion d'Australie du contre-la-montre juniors
- 2015
  - 2e du Tour of the King Valley

- 2016
  -  Champion d'Australie du contre-la-montre espoirs
  - 10e du championnat du monde du contre-la-montre espoirs
- 2017
  -  Champion d'Australie du contre-la-montre espoirs
  - 5e du championnat du monde du contre-la-montre espoirs
- 2018
  -  Champion d'Australie du contre-la-montre espoirs
  - 10e du  championnat du monde du contre-la-montre espoirs
- 2024
  - 1re étape du Tour de Slovaquie (contre-la-montre par équipes)

### Résultats sur les grands tours

#### Tour de France
1 participation
- 2025 : 33e

#### Tour d'Italie
3 participations
- 2021 : 83e
- 2022 : 80e
- 2023 : non-partant (10e étape)

#### Tour d'Espagne
4 participations
- 2020 : 88e
- 2022 : non-partant (12e étape)
- 2023 : abandon (13e étape)
- 2024 : non-partant (16e étape)

### Classements mondiaux
| Année                                 | 2016  | 2017  | 2018  | 2019  | 2020 | 2021 | 2022  | 2023 | 2024 |
| ------------------------------------- | ----- | ----- | ----- | ----- | ---- | ---- | ----- | ---- | ---- |
| Classement mondial                    | 1095e | 889e  | 1131e | 1672e | nc   | nc   | 1968e | 744e | 495e |
| UCI Europe Tour                       | 1011e | 1171e | 1483e |       |      |      |       |      |      |
| UCI Asia Tour                         | 276e  | nc    | nc    |       |      |      |       |      |      |
| UCI Oceania Tour                      | nc    | nc    | 46e   | 84e   | nc   | nc   | 87e   | 47e  | nc   |
|                                       |       |       |       |       |      |      |       |      |      |
| Légende : nc = non classéSource : UCI |       |       |       |       |      |      |       |      |      |

## Palmarès sur piste

### Jeux olympiques
- Rio de Janeiro 2016
  -  Médaillé d'argent de la poursuite par équipes

### Championnats du monde
- Londres 2016
  -  Champion du monde de poursuite par équipes (avec Michael Hepburn, Sam Welsford, Alexander Porter, Luke Davison et Miles Scotson)
  - 5e de l'américaine
- Hong Kong 2017
  -  Médaillé d'argent de l'américaine
- Apeldoorn 2018
  -  Médaillé de bronze du scratch
  -  Médaillé de bronze de l'américaine (avec Cameron Meyer)

### Championnats du monde juniors
- Glasgow 2013
  -  Champion du monde de poursuite par équipes juniors (avec Jack Edwards, Joshua Harrison et Sam Welsford)
  -  Médaillé d'argent de la poursuite individuelle juniors
- Séoul 2014
  -  Champion du monde de poursuite par équipes juniors (avec Daniel Fitter, Sam Welsford et Alexander Porter)

### Coupe du monde
- 2013-2014
  - 1er de la poursuite par équipes à Guadalajara (avec Scott Sunderland, Tirian McManus et Joshua Harrison)
- 2015-2016
  - 3e de la poursuite par équipes à Cali

### Championnats d'Océanie
| Édition / Épreuve | Poursuite par équipes                                       | Américaine                |
| Adélaïde 2014     | Or (avec Daniel Fitter, Tirian McManus et Sam Welsford)     |                           |
| Melbourne 2016    | Or (avec Kelland O'Brien, Alexander Porter et Sam Welsford) | Or (avec Kelland O'Brien) |

### Six Jours
- Six Jours de Londres : 2017 (avec Cameron Meyer)

### Championnats nationaux
- 2013
  - 2e du championnat d'Australie de poursuite juniors
- 2014
  -  Champion d'Australie de poursuite par équipes juniors (avec Matthew Holmes, Jonathan Stephens et Rohan Wight)
  -  Champion d'Australie de course aux points juniors
  - 2e du championnat d'Australie de poursuite juniors
- 2015
  -  Champion d'Australie de poursuite par équipes (avec Alexander Edmondson, Alexander Porter et Miles Scotson)
- 2016
  -  Champion d'Australie de poursuite par équipes (avec Alexander Edmondson, Alexander Porter et Miles Scotson)
  - 3e du championnat d'Australie de course aux points